# Endotrichella elmeri
Endotrichella elmeri är en bladmossart som beskrevs av Brotherus 1913. Endotrichella elmeri ingår i släktet Endotrichella, klassen egentliga bladmossor, divisionen bladmossor och riket växter. Inga underarter finns listade i Catalogue of Life.